# Fehér karácsony (esemény)

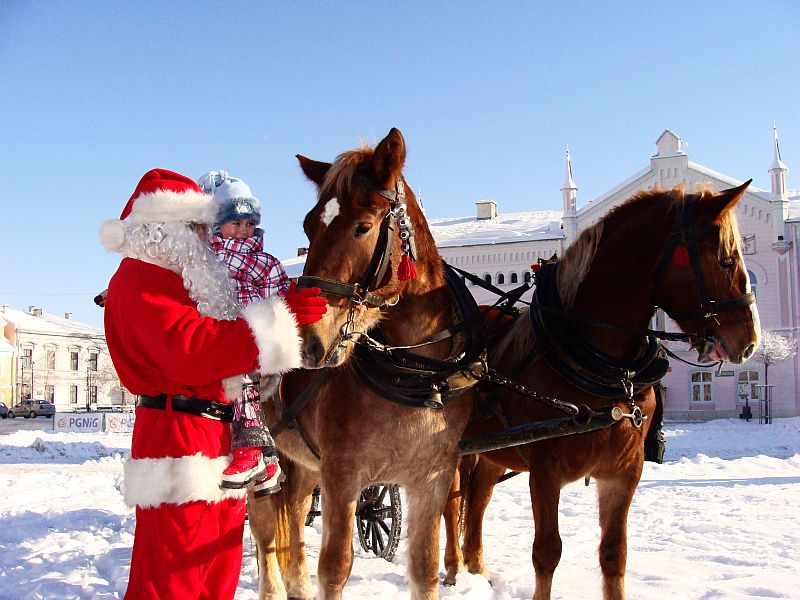
Fehér karácsony télapóval a lengyelországi Sanokban 2010-ben

A fehér karácsony kifejezés arra az időjárási jelenségre utal, amely karácsony napjain (december 25., december 26.) szokott jelentkezni elsősorban az északi félgömb országaiban, amikor is hótakaró borítja a tájat. A déli félteke országaiban csak nagyon ritkán és akkor is csak az ottani időjárási viszonyokhoz képest szélsőségesen alacsony hőmérséklet esetén valósulhat meg a fehér karácsony. Ez a jelenség elsősorban az Antarktiszon, illetve az új-zélandi Déli-Alpok és az Andok magasabb csúcsain fordulhat elő.

## Jellemzése
A fehér karácsony kritériumai országonként eltérőek lehetnek. Legtöbb esetben a fehér karácsony kifejezés mindössze annyit jelent, hogy karácsony napján bizonyos mennyiségű hó borítja a talajt. Néhány országban azonban ennél jóval szigorúbb szabályoknak kell megfelelnie az igazi „fehér karácsonynak”. Az Amerikai Egyesült Államokban például ez a kifejezés azt jelenti, hogy karácsony reggelén, reggel 7 órakor legalább egy hüvelyk, azaz 2,5 centiméteres hó borítja a talajt. Kanadában a hivatalos álláspont szerint legalább 2 cm hónak kell borítania a talajt karácsony napján ahhoz, hogy fehér karácsonyról beszélhessünk. Az Egyesült Királyságban a fehér karácsony mindössze annyit jelent, hogy hó borítja karácsonykor a talajt, ám erre viszonylag ritkán kerül sor, mivel az esetlegesen lehulló hó a legtöbb esetben elolvad, mielőtt földet érne, vagy talajt érve olvad el azonnal. Az Egyesült Királyságban havas karácsonyra legtöbb esélyük az Észak- és Északkelet-Skóciában, illetve a Skót-felföldön élőknek van, főleg Aberdeen, Aberdeenshire környékén.

## Fehér karácsonyok

### Belgiumban
Belgiumban hivatalosan akkor fehér a karácsony, ha karácsony napján legalább 1 cm hó borítja a talajt.
| Év   | Hóvastagság | Megjegyzés |
| ---- | ----------- | --- |
| 1906 | 12 cm       | Az első fehér karácsony, melyet a KMI feljegyzett. |
| 1913 | 7 cm        | A korábbi napokban hullott hómennyiség karácsonykor is megmaradt. |
| 1917 | 6 cm        | Hó borította karácsonykor a tájat. |
| 1918 | 2 cm        | A vékony hóréteg csak pár napig maradt meg. |
| 1923 | 2 cm        | Hivatalosan fehér volt a karácsony a fővárosban, de dél környékére elolvadt az összes hó.                                                                                     |
| 1938 | 7 cm        | Szenteste többfelé hullott hó. Az éjszakai erős fagyokat nappal olvadás követte.                                                                                              |
| 1950 | 8 cm        | December 5-én 16 cm hó hullott. Karácsonyra félig elolvadt a hótakaró. |
| 1964 | 17 cm       | Az egyik napról a másikra hóra váltott a csapadék. Ezen a napon volt a huszadik században a legvastagabb hótakaró Belgiumban karácsony napján.                                |
| 1986 | 1,5 cm      | Hivatalosan fehér volt a karácsony a fővárosban, de az ország többi részén alig volt hó.                                                                                      |
| 2009 | 3 cm        | Hivatalosan fehér volt a karácsony a fővárosban, de dél környékére a hó elolvadt.                                                                                             |
| 2010 | 25 cm       | Nyugat-Flandriában 1–5 cm, Kelet-Flandriában 5 cm-15 cm ( 19 cm Aalst régióban), Antwerpenben és Flamand-Brabantban 17–35 cm, Limburg tartományban 50 cm (Tongeren régióban). |

### Dániában
A fehér karácsony Dániában országos szinten akkor valósul meg, ha az ország területének legalább 90 százalékát minimum fél centi hó borítja a karácsony legalább egy napján, ám ez a regionális különbségek miatt viszonylag ritkán fordul elő. Bár az egész országot borító hótakaró viszonylag ritkán fordul elő karácsonykor, ugyanakkor ettől még lehet fehér a karácsony helyi szinten. 1900 óta összesen kilenc alkalommal fordult elő az, hogy országosan fehér volt a karácsony: 1915-ben, 1923-ban, 1938-ban, 1956-ban, 1969-ben, 1981-ben, 1995-ben, 2009-ben és 2010-ben. Először fordult elő az az ország történetében, mióta feljegyzik az ilyesmit, hogy két egymást követő évben is fehér volt az ünnep. Ez 2009-2010 karácsonyán történt meg 1890 óta első alkalommal. Annak az esélye, hogy fehér legyen az ünnep, mindössze 7% és jóval valószínűbb (67%), hogy szürke és borús idő fordul elő szenteste. Összehasonlításképpen a kanadai Whitehorse és Yellowknife városokban 100 százalék a fehér karácsony esélye.

### Finnországban
Finnország nagy részén a következőképpen alakul a fehér karácsony esélye: Lappföldön gyakorlatilag minden karácsony fehér; Észak-Pohjanmaa keleti felén minden karácsonykor van hó, a déli, középső részeken majdnem mindegyik karácsony fehér, míg a Botteni-öböl közeli területeken 10 esetből 8-9 alkalommal fehér az ünnep; Kainuu területén hasonló a helyzet, mint Lappföldön, mindig fehér a karácsony; Észak-Karjala és Észak-Savo északi ötödén mindig fehér a karácsony, a többi részen majdnem mindig fehér az ünnep, Közép-Finnország északi negyedén, Dél-Savo északkeleti harmadán és Dél-Karjala keleti részén majdnem mindig fehér a karácsony, a tengerparton fekvő délnyugati sávban tízből 6-8 esetben, a középső részeken és a főváros környékén tízből 8-9 esetben, míg Åland területén tíz karácsonyból csak öt van hótakaróval borítva.

### Hollandiában
Hollandiában a Holland Meteorológiai Intézet (KMI) adatai, mintegy 120 évre visszamenőleg tartalmaznak adatokat többek közt a fehér karácsonyok előfordulásáról.
| Év   | Hóvastagság     | Megjegyzés |
| ---- | --------------- | --- |
| 1906 | circa 10 cm     | Frederik van Eeden így írja le: Hó, sok hó, szürke égbolt, kemény fagyok. |
| 1938 | 13 cm           | Karácsony előtt hullott hó. Nappal nulla fok közeli hőmérséklet, éjjel -10 fok. |
| 1940 | körülbelül 4 cm | Karácsonykor enyhülni kezdett az idő, eső hullott karácsony napján és a hótakaró olvadni kezdett. |
| 1950 | 6 cm            | December 15-én 10 cm hó hullott, amelynek karácsonyra csak mintegy fele maradt meg. |
| 1964 | 5–10 cm         | Szenteste kemény fagyok voltak és havazás volt. Karácsony első napja inkább fagyos volt, míg a második napján napos idő volt. |
| 1981 | 11–20 cm        | Karácsony napján nappal olvadt, éjjel fagyott. |
| 2009 | 4–9 cm          | December 17-én annyi hó esett, hogy az karácsonyig is megmaradt. Karácsony másnapjára a hó nagy része elolvadt. |
| 2010 | 4–50 cm         | Limburgban és Észak-Brabant egy részén vastag hótakaró alakult ki, itt 30–50 cm volt. Az ország többi részét is hó borította. Az északi vidékeken 1–5 cm volt a hótakaró. A feljegyzések kezdete óta először fordult elő az, hogy két egymást követő karácsony volt fehér. |

### Kanadában
Kanada legtöbb részén jelentős esélye van a fehér karácsonynak, kivéve a partmenti régiókat, illetve Brit Columbia belső déli fekvésű völgyeit, Dél-Albertát, Dél-Ontariót. A Kanadai Meteorológiai Szolgálat összeállított egy listát a fehér karácsony bekövetkezésének esélyeiről a különböző kanadai városokra vonatkozóan:
| Város        | Valószínűség |
| ------------ | ------------ |
| Vancouver    | 11%          |
| Calgary      | 59%          |
| Edmonton     | 88%          |
| Saskatoon    | 98%          |
| Regina       | 91%          |
| Winnipeg     | 98%          |
| Sudbury      | 100%         |
| Windsor      | 50%          |
| Toronto      | 37%          |
| Ottawa       | 83%          |
| Montréal     | 80%          |
| Quebec város | 99%          |
| Halifax      | 59%          |
| St. John's   | 65%          |
| Whitehorse   | 100%         |
| Yellowknife  | 100%         |

2006-ban az átlagosnál enyhébb időjárásnak köszönhetően Québec városában feljegyezték az első fekete karácsonyt a város történelmében. 2008-ban viszont egész Kanadában fehér volt a karácsony a korábbi hóviharoknak köszönhetően.

### Az Egyesült Államokban
Az Amerikai Egyesült Államok északi államaiban, valamint a Csendes-óceán parti északabbi államokban gyakran borítja hó a talajt karácsonykor. A legkevésbé valószínű esemény történt időjárási szempontból 2004 karácsonyán, amikor is szenteste (december 24-én) egy hirtelen jött hóvihar olyan helyeken is havazásokat okozott, ahol soha vagy több évtizede nem esett még hó karácsonykor. Így fehér volt a 2004-es karácsony többek közt New Orleansban, illetve a texasi Houstonban is. Az 1989-es floridai téli vihar fehér karácsonyt okozott többek közt Pensacolában, illetve Jacksonville-ben is. Ugyanez a vihar okozott Észak-Karolinában 38 centi vastagságú hótakarót. Hawaiin a 2008-as és a 2014-es évek karácsonyán hullott hó a szigetcsoport magasabban fekvő hegyvidékein. A Nemzeti Óceán- és Légkörkutatási Hivatal 1988 és 2005 közt rögzített adatai alapján kiadott táblázata az alábbi városokban ekkora eséllyel számol a fehér karácsony eshetőségével:

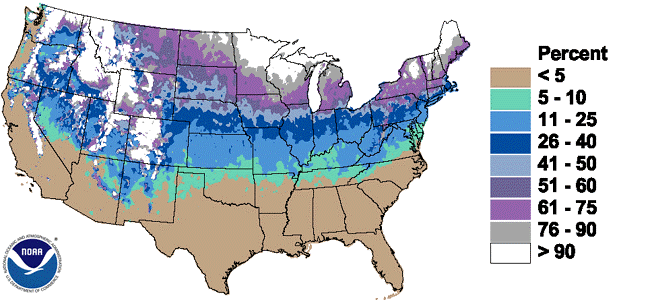
A fehér karácsony esélye az Egyesült Államok ún. alsó 48 tagállamában.

| Város                       | Valószínűség |
| --------------------------- | ------------ |
| Anchorage, Alaszka          | 90%          |
| Annette-sziget, Alaszka     | 17%          |
| Fairbanks, Alaszka          | 100%         |
| Phoenix, Arizona            | 1%           |
| Little Rock, Arkansas       | 3%           |
| Los Angeles, Kalifornia     | 1%           |
| Denver, Colorado            | 50%          |
| Hartford, Connecticut       | 57%          |
| Wilmington, Delaware        | 13%          |
| Washington                  | 5%           |
| Savannah, Georgia           | 1%           |
| Honolulu, Hawaii            | 0%           |
| Boise, Idaho                | 30%          |
| Chicago, Illinois           | 40%          |
| Indianapolis, Indiana       | 13%          |
| Des Moines, Iowa            | 50%          |
| Topeka, Kansas              | 23%          |
| Louisville, Kentucky        | 13%          |
| Portland                    | 83%          |
| Boston, Massachusetts       | 23%          |
| Detroit, Michigan           | 50%          |
| Marquette, Michigan         | 90%          |
| Duluth, Minnesota           | 97%          |
| St. Louis, Missouri         | 23%          |
| Helena, Montana             | 67%          |
| Omaha, Nebraska             | 44%          |
| Reno, Nevada                | 20%          |
| Concord, New Hampshire      | 23%          |
| Newark, New Jersey          | 23%          |
| Albuquerque, Új-Mexikó      | 3%           |
| Massena, New York állam     | 77%          |
| New York, New York állam    | 22%          |
| Charlotte, Észak-Karolina   | 5%           |
| Fargo, Észak-Dakota         | 83%          |
| Cleveland, Ohio             | 60%          |
| Akron, Ohio                 | 60%          |
| Oklahoma City, Oklahoma     | 3%           |
| Portland, Oregon            | 1%           |
| Philadelphia, Pennsylvania  | 10%          |
| Pittsburgh, Pennsylvania    | 33%          |
| Providence, Rhode Island    | 37%          |
| Charleston, Dél-Karolina    | 1%           |
| Rapid City, Dél-Dakota      | 47%          |
| Nashville, Tennessee        | 12%          |
| Amarillo, Texas             | 7%           |
| Dallas, Texas               | 7%           |
| Salt Lake City, Utah        | 53%          |
| Richmond, Virginia          | 7%           |
| Seattle, Washington állam   | 8%           |
| Spokane, Washington állam   | 70%          |
| Charleston, Nyugat-Virginia | 30%          |
| Huntington, Nyugat-Virginia | 23%          |
| Milwaukee, Wisconsin        | 60%          |
| Casper, Wyoming             | 47%          |

### Az Egyesült Királyságban és Írországban
Az Egyesült Királyságban az úgy nevezett kis jégkorszaknak köszönhetően 1550 és 1850 közt általánosak voltak a fehér karácsonyok, ám a 20. században az éghajlatváltozás miatt mindössze pár esetben fordult elő olyan, hogy hó borította a talajt karácsonykor. Írországban a fogadóirodákban sokan gyakran fogadásokat kötnek arra, hogy lesz-e az adott évben fehér karácsony. 
| Város      | Valószínűség   |
| ---------- | -------------- |
| London     | 6%             |
| Birmingham | 15%            |
| Aberporth  | 9%             |
| Glasgow    | 35%            |
| Aberdeen   | 53%            |
| Belfast    | 22%            |
| Lerwick    | 75%            |
| Bradford   | 14% (1971 óta) |
| St Mawgan  | 10% (1957 óta) |

### Romániában
Romániában az alábbi valószínűség szerint következik be a fehér karácsony:[forrás?]
| Város         | Valószínűség |
| ------------- | ------------ |
| Bukarest      | 75%          |
| Jászvásár     | 80%          |
| Temesvár      | 70%          |
| Kolozsvár     | 85%          |
| Konstanca     | 65%          |
| Csíkszereda   | 90%          |
| Craiova       | 75%          |
| Brassó        | 85%          |
| Szatmárnémeti | 75%          |

### Svédországban
Fehér karácsony Svédországban az SMHI (Svéd Meteorológiai Intézet) meghatározása alapján akkor van, ha karácsony reggelén legalább 1 centiméteres hó borítja a talajt.
| Régió                                                                  | Fehér karácsony esélye az SMHI adatai alapján |
| ---------------------------------------------------------------------- | --------------------------------------------- |
| Kiruna, Vilhelmina                                                     | >99 százalék                                  |
| Haparanda, Luleå, Piteå, Skellefteå, Östersund, Sveg                   | 90–99 százalék                                |
| Umeå, Härnösand, Falun                                                 | 80–89 százalék                                |
| Gävle, Askersund                                                       | 70–79 százalék                                |
| Karlstad, Örebro, Västerås, Uppsala, Skövde, Jönköping, Nässjö, Motala | 60–69 százalék                                |
| Mariestad, Växjö, Linköping, Norrköping, Stockholm                     | 50–59 százalék                                |
| Strömstad, Vänersborg, Oskarshamn, Västervik, Oxelösund                | 40–49 százalék                                |
| Göteborg, Halmstad, Kristianstad, Kalmar, Visby                        | 30–39 százalék                                |
| Helsingborg, Malmö, Karlskrona                                         | 20–29 százalék                                |
| Ystad                                                                  | <20 százalék                                  |

### Magyarországon
Az Országos Meteorológiai Szolgálat mérései alapján 1994 és 2014 közt mindössze az esetek negyedében fordult elő olyan alkalom, hogy a Pestszentlőrincen lévő meteorológiai mérőállomáson összefüggő hóréteget mértek. Az ország hegyvidéki, vagy magasabban fekvő területein nagyobb eséllyel fordulhat elő fehér karácsony.
Budapesten átlagosan minden harmadik karácsony idején borítja hótakaró a várost legalább az ünnep egy napján, ám az olyan karácsonyok, amikor a három nap mindegyike havas átlagosan ötévente következnek be. Az elmúlt 100 év során mindössze 15 alkalommal fordult elő olyan, hogy az ünnep mind három napján legalább 5 centiméteres volt a hóréteg vastagsága. Tíz centiméternél is több hó volt 1917-ben, 1927-ben, 1933-ban, 1963-ban, 1969-ben, 1970-ben és 1996-ban, míg 1935-ben 30 centiméteres hótakaró volt 24-én, amely a három nap alatt csak 5 centiméterrel csökkent.
2002-ben fordult elő utoljára, hogy december 24-én este országrésznyi területet borított hótakaró. Kialakulását elősegíti az, ha egy anticiklon alakul ki Nyugat- Északnyugat-Európa felett. Ennek hatására az enyhébb óceáni légtömegek nem érik el a Kárpát-medencét, ugyanakkor az óramutató járásának megfelelő irányban forgó anticiklon hideg, sarkvidéki eredetű levegőt szállít hazánk térségébe. Ha ez a hideg légtömeg találkozik a Földközi-tenger felől érkező nedves levegővel, akkor megfelelő hőmérsékleti körülmények mellett havazás alakul ki Magyarország területén, amely karácsony környékén kialakíthatja a fehér karácsony jelenségét.
| Település                                | Hómentes karácsonyok | Hómentes karácsonyok | Részben havas karácsonyok | Részben havas karácsonyok | Teljes havas karácsonyok | Teljes havas karácsonyok |
| Település                                | Szám | Arány                | Szám | Arány                     | Szám | Arány                    |
| ---------------------------------------- | --- | -------------------- | --- | ------------------------- | --- | ------------------------ |
| Budapest                                 | 37 (1951–1955, 1957–1960, 1967, 1971–1974, 1979, 1980, 1982, 1983, 1985, 1987–1990, 1992, 1993, 1997, 2003–2006, 2013, 2014, 2017–2020)                    | 52,1%                | 24 (1961, 1962, 1964–1966, 1968, 1975, 1977, 1978, 1984, 1986, 1994, 1995, 1999, 2000, 2007–2012, 2015, 2016, 2021)              | 33,8%                     | 10 (1956, 1963, 1969, 1970, 1981, 1991, 1996, 1998, 2001, 2002) | 14,1%                    |
| Szeged                                   | 1 1951 | 5,2%                 | 15 (1953, 1957, 1961, 1962, 1966, 1977, 1981, 1984, 1991, 2000, 2002, 2005, 2008, 2010, 2011)                                    | 63,4%                     | 10 (1956, 1963, 1969, 1970, 1994, 1996, 1998, 1999, 2001, 2007) | 35,6%                    |
| Kékestető                                | 8 (1951, 1958, 1960, 1972, 1989, 1997, 2014, 2015) | 11,3%                | 19 (1953, 1957, 1967, 1971, 1973, 1976, 1979, 1982, 1983, 1985, 1987, 2000, 2006, 2009, 2010, 2013, 2016, 2019, 2020)            | 26,7%                     | 44 (1952, 1954–1956, 1959, 1961–1966, 1968–1970, 1974, 1975, 1977, 1978, 1980, 1981, 1984, 1986, 1988, 1990–1996, 1998, 1999, 2001–2005, 2007, 2008, 2011, 2012, 2017, 2018, 2021) | 62,0%                    |
| Szombathely                              | 33 (1951, 1957, 1958, 1960, 1971–1974, 1976, 1977, 1979, 1982, 1983, 1985, 1987, 1989, 1992, 1995, 1997, 2003, 2004, 2006, 2009, 2011–2020)                | 46,5%                | 23 (1952, 1954, 1955, 1959, 1961, 1962, 1964–1967, 1975, 1980, 1984, 1988, 1990, 1991, 1993, 2000, 2002, 2005, 2008, 2010, 2021) | 32,4%                     | 15 (1953, 1956, 1963, 1968–1970, 1978, 1981, 1986, 1994, 1996, 1998, 1999, 2001, 2007)                                                                                             | 21,1%                    |
| Debrecen                                 | 35 (1952, 1954, 1955, 1957–1960, 1964, 1965, 1971–1974, 1978–1980, 1982, 1983, 1985, 1989, 1995, 1997, 2000, 2003, 2006–2009, 2013–2015, 2017, 2019, 2020) | 49,3%                | 21 (1951, 1962, 1968, 1975–1977, 1981, 1984, 1987, 1988, 1990, 1992–1994, 2004, 2010–2012, 2016, 2018, 2021)                     | 29,6%                     | 15 (1953, 1956, 1961, 1963, 1966, 1969, 1970, 1986, 1991, 1996, 1998, 1999, 2001, 2002, 2005)                                                                                      | 21,1%                    |
| Pécs                                     | 45 (1951–1953, 1957, 1958, 1960, 1967, 1971, 1972, 1974–1976, 1978–1980, 1982, 1983, 1985–1993, 1997, 2002–2006, 2008–2010, 2012–2015, 2017–2021)          | 63,4%                | 16 (1954, 1959, 1961, 1962, 1964–1966, 1968, 1973, 1977, 1995, 1998–2000, 2011, 2016)                                            | 22,5%                     | 10 (1956, 1963, 1969, 1970, 1981, 1984, 1994, 1996, 2001, 2007) | 14,1%                    |
| Forrás: Országos Meteorológiai Szolgálat | |                      | |                           | |                          |

### Esélye Európa más részein
Európában a fehér karácsony előfordulása elsősorban Svédországban, Finnországban, Norvégiában, Oroszországban, Fehéroroszországban, Ukrajnában és Lengyelországban általános. A Golf-áramlat enyhítő hatásának köszönhetően Európa nyugatabbi és alacsonyabban fekvő részein, valamint a mediterrán éghajlatú vidékeken jóval kisebb az esélye a karácsonyi hótakaró kialakulásának. Példának okáért Franciaország déli részén jóval kisebb az esélye a fehér karácsony kialakulásának, mint az azonos szélességi körön elhelyezkedő Bukarestben.

## Fordítás
- Ez a szócikk részben vagy egészben  a   Hvid jul című dán Wikipédia-szócikk ezen változatának fordításán alapul.  Az eredeti cikk szerkesztőit annak laptörténete sorolja fel. Ez a jelzés csupán a megfogalmazás eredetét és a szerzői jogokat jelzi, nem szolgál a cikkben szereplő információk forrásmegjelöléseként.
- Ez a szócikk részben vagy egészben  a   White Christmas (weather) című angol Wikipédia-szócikk ezen változatának fordításán alapul.  Az eredeti cikk szerkesztőit annak laptörténete sorolja fel. Ez a jelzés csupán a megfogalmazás eredetét és a szerzői jogokat jelzi, nem szolgál a cikkben szereplő információk forrásmegjelöléseként.
- Ez a szócikk részben vagy egészben  a   Witte kerst című holland Wikipédia-szócikk ezen változatának fordításán alapul.  Az eredeti cikk szerkesztőit annak laptörténete sorolja fel. Ez a jelzés csupán a megfogalmazás eredetét és a szerzői jogokat jelzi, nem szolgál a cikkben szereplő információk forrásmegjelöléseként.
- Ez a szócikk részben vagy egészben  a   Vit jul című svéd Wikipédia-szócikk ezen változatának fordításán alapul.  Az eredeti cikk szerkesztőit annak laptörténete sorolja fel. Ez a jelzés csupán a megfogalmazás eredetét és a szerzői jogokat jelzi, nem szolgál a cikkben szereplő információk forrásmegjelöléseként.